# فرانک استیفنسون
فرانک استیفنسون (انگلیسی: Frank Stephenson؛ زادهٔ ۳ اکتبر ۱۹۵۹) طراحی صنعتی اهل ایالات متحده آمریکا است.